# Кочак-Туруново
Коча́к-Туруно́во (рос. Кочак-Туруново, чув. Кочак Тăрăн) — присілок у складі Чебоксарського району Чувашії, Росія. Входить до складу Чиршкасинського сільського поселення.
Населення — 33 особи (2010; 41 у 2002).
Національний склад:
- чуваші — 100 %